# Ford Five Hundred
Der Ford Five Hundred (interne Bezeichnung D258) war eine von der Ford Motor Company von 2004 bis 2007 in den USA produzierte Mittelklasselimousine und das Schwestermodell des Mercury Montego.
Die Modellbezeichnung erinnerte an die klassischen Fairlane 500 und Galaxie 500 der 1950er und 1960er Jahre. Im Ford-Modellprogramm platzierte sich der Five Hundred zwischen den etwas kleineren Ford Taurus und den größeren Ford Crown Victoria. Gebaut wurde der Five Hundred im Ford-Werk in Chicago. Für das Modelljahr 2008 erhielt er ein Facelift und technische Modifikationen; zugleich wurde die Bezeichnung Five Hundred zugunsten des Namens Taurus fallengelassen, einzig im arabischen Raum wird der Taurus (Modelljahr 2008) unter diesem Namen vermarktet.

## Technik
Der Five Hundred zielte als Nachfolger des Taurus in seiner Fahrzeugklasse auf seine direkten Konkurrenten wie den Chevrolet Impala oder den Toyota Avalon. Obwohl er über 30 cm kürzer als der Ford Crown Victoria war, übertraf er diesen wie auch seine Konkurrenten im Platzangebot, auf das bei der Entwicklung ein Hauptaugenmerk gelegt worden war.
Angetrieben wurde der Five Hundred von einem 3 Liter großen Sechszylinder-V-Motor, der zur Ford-Duratec-Familie gehörte, die Kraft übertrug ein stufenloses- oder ein traditionelles Sechsgang-Automatikgetriebe. Gegen Aufpreis gab es für alle Modelle Allradantrieb, der aus dem Volvo XC90 stammte und bei Bedarf die Antriebskraft auch an die Hinterräder leitete.
Der Five Hundred basierte auf der Ford D3-Plattform. Ford verwendete  sie auch im Ford Freestyle, Mercury Montego und den Volvo-Typen S60, S80, XC70 und XC90.

## Modellpalette
Der Five Hundred wurde in drei Ausstattungsversionen angeboten: SE, SEL und Limited. Gegen Aufpreis waren alle Modelle auch mit Allradantrieb verfügbar. Die Preise reichten von $22.795 für einen Basis-SE mit Frontantrieb bis $28.495 für einen Limited mit Allradantrieb.

## Modelljahr 2006
Für das Modelljahr 2006 erfuhr der Five Hundred lediglich geringfügige Verbesserungen. Gegen Aufpreis gab es Radionavigation und ein Sirius-Satellitenradio.

## Modelljahr 2007

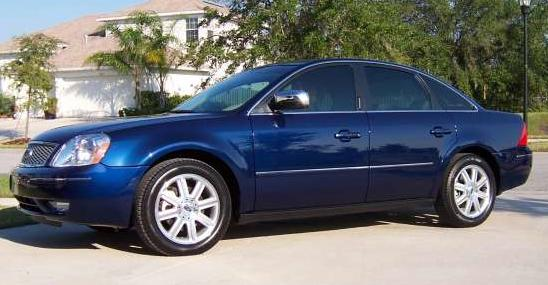
Five Hundred Limited

Auch das Modell 2007 des Five Hundred blieb praktisch unverändert. Das Modell SE entfiel. Neu war ein aufpreispflichtiges Chrompaket, das verchromte Fünfspeichen-Alufelgen (18 Zoll) und ein Chrom-Kühlergrillgitter umfasste. Ferner erhöhte Ford die Garantie auf den Antriebsstrang auf 5 Jahre/60.000 Meilen und ab Frühjahr 2007 zählten Seitenairbags vorne sowie seitliche Kopfairbags zur Serienausstattung.

## Produktionsende des Five Hundred
Auf dem Autosalon in Detroit zeigte Ford Anfang 2007 einen überarbeiteten Five Hundred und kündigte an, mit diesem Modell ab dem Modelljahr 2008 wieder zur Bezeichnung Taurus zurückzukehren. Die neue Version erhielt eine überarbeitete Front- und Heckpartie und einen 194 kW starken 3,5-Liter-V6 anstelle des bisherigen 3,0 Liter-V6 mit lediglich 154 kW.
| Technische Daten Ford Five Hundred, Modelle 2007        |                                                                                                 |                                                                                                 |
| Ford Five Hundred                                       | 3.0                                                                                             | 3.5 (2008)                                                                                      |
| Motor:                                                  | 6-Zylinder-V-Motor (Viertakt), Gabelwinkel 60°                                                  | 6-Zylinder-V-Motor (Viertakt), Gabelwinkel 60°                                                  |
| Hubraum:                                                | 2967 cm³                                                                                        | 3496 cm³                                                                                        |
| Bohrung × Hub:                                          | 89 × 79,5 mm                                                                                    | 92,5 × 86,7 mm                                                                                  |
| Leistung bei 1/min:                                     | 151 kW (206 PS) bei 5750                                                                        | 194 kW (264 PS) bei 6250                                                                        |
| Max. Drehmoment bei 1/min:                              | 281 Nm bei 4500                                                                                 | 332 Nm bei 4500                                                                                 |
| Verdichtung:                                            | 10:1                                                                                            | 10:1                                                                                            |
| Gemischaufbereitung:                                    | Elektronische Einspritzung                                                                      | Elektronische Einspritzung                                                                      |
| Ventilsteuerung:                                        | DOHC, Kette                                                                                     | DOHC, Kette                                                                                     |
| Kühlung:                                                | Wasserkühlung                                                                                   | Wasserkühlung                                                                                   |
| Getriebe:                                               | Fünfgang-Automatik a.W. stufenlose ZF-CVT-Automatik Frontantrieb, a.W. Allradantrieb            | Fünfgang-Automatik a.W. stufenlose ZF-CVT-Automatik Frontantrieb, a.W. Allradantrieb            |
| Radaufhängung vorn:                                     | Dreiecklenker, Federbeine, Schraubenfedern                                                      | Dreiecklenker, Federbeine, Schraubenfedern                                                      |
| Radaufhängung hinten:                                   | Mehrlenkerachse, Schraubenfedern                                                                | Mehrlenkerachse, Schraubenfedern                                                                |
| Bremsen:                                                | Innenbelüftete Scheibenbremsen rundum (Durchmesser v/h 30,5/29,2 cm), Bremskraftverstärker, ABS | Innenbelüftete Scheibenbremsen rundum (Durchmesser v/h 30,5/29,2 cm), Bremskraftverstärker, ABS |
| Lenkung:                                                | Zahnstangenlenkung, servounterstützt                                                            | Zahnstangenlenkung, servounterstützt                                                            |
| Karosserie:                                             | Stahlblech, selbsttragend, mit Hilfsrahmen                                                      | Stahlblech, selbsttragend, mit Hilfsrahmen                                                      |
| Spurweite vorn/hinten:                                  | 1640/1650 mm                                                                                    | 1640/1650 mm                                                                                    |
| Radstand:                                               | 2860 mm                                                                                         | 2860 mm                                                                                         |
| Abmessungen:                                            | 5120 × 1880 × 1555 mm                                                                           | 5120 × 1880 × 1555 mm                                                                           |
| Leergewicht:                                            | 1660–1730 kg                                                                                    | 1660–1730 kg                                                                                    |
| Höchstgeschwindigkeit:                                  | ca. 200 km/h                                                                                    | ca. 200 km/h                                                                                    |
| 0–100 km/h:                                             | n. a.                                                                                           | n. a.                                                                                           |
| Verbrauch (Liter/100 Kilometer, EPA-Norm Stadtverkehr): | n. a.                                                                                           | n. a.                                                                                           |